# Nacionalidad uruguaya
La nacionalidad uruguaya es el vínculo jurídico que liga a una persona física con el Estado uruguayo, y que le atribuye la condición de ciudadano. Uruguay adopta un sistema dual que acepta los conceptos jurídicos romanos de ius soli y ius sanguinis.
La Constitución de la República no emplea la palabra «nacional» para hacer referencia a los habitantes de Uruguay, sino que los distingue entre «ciudadanos naturales» y «ciudadanos legales». Asimismo, establece una distinción entre los conceptos de «nacionalidad» y «ciudadanía», por la cual el Estado uruguayo no admite la naturalización de personas extranjeras en términos de adquisición de la nacionalidad. En su lugar, estas solo pueden acceder a la ciudadanía legal, sin que ello implique un cambio en su nacionalidad de origen.

## Adquisición
Las reglas referentes a ciudadanía se encuentran recogidas en la sección III de la Constitución de la República. El tratamiento constitucional de los conceptos de nacionalidad y ciudadanía ha generado diversas interpretaciones en la doctrina, como consecuencia de la ambigüedad del texto de la Carta. El Artículo 73 establece que en Uruguay, los ciudadanos son «naturales» o «legales».

### Ciudadanos naturales
Los «ciudadanos naturales» son, conforme al artículo 74 de la Constitución, todos los hombres y mujeres nacidos en el territorio nacional, así como los hijos de padre o madre orientales, cualquiera sea su lugar de nacimiento, siempre que se avecinen en el país y se inscriban en el Registro Cívico. De este modo, el sistema uruguayo adopta el principio del ius soli y, en forma limitada, el ius sanguinis.
La Ley 16.021 de 1989 interpretó el Artículo 74, y dispuso que por "avecinamiento" se entiende a la realización de actos que evidencien de forma clara la voluntad de una persona de establecerse en el país. De forma enunciativa, se mencionaron la permanencia por un período superior a tres meses, el arrendamiento, la instalación de un comercio o industria, el acceso a un empleo en el ámbito público o privado, la inscripción y asistencia a un centro de estudios por al menos dos meses, así como "cualquier otro acto similar demostrativo del propósito mencionado". En 2015, mediante la Ley N.º 19.362, conocida como «Ley de Nietos», se extendió la ciudadanía natural a los nietos de personas nacidas en Uruguay.

### Ciudadanos legales
Los «ciudadanos legales» son los extranjeros residentes en Uruguay que han solicitado la tramitación de la ciudadanía.

### Nacionalidad y ciudadanía
El término «nacionalidad» aparece únicamente en el artículo 81 de la Constitución, el cual establece que esta no se pierde, aun en caso de naturalización en otro país. Con base en el segundo inciso de dicho artículo —que dispone que la ciudadanía legal “no se pierde por cualquier otra forma de naturalización posterior”— parte de la doctrina sostiene que la nacionalidad uruguaya corresponde exclusivamente a los ciudadanos naturales. Sin embargo, antes de la Constitución de 1934, se utilizaba el término «ciudadanía» en lugar de «nacionalidad» referirse al estatus perdido al naturalizarse en otro país, como lo establecían las Constituciones de 1830 y 1918.
Juristas como Alberto Pérez Pérez, sostienen que el texto de la Constitución no exige la denegación de la nacionalidad a los ciudadanos legales de Uruguay. Otra cuestión que se debate es si Uruguay puede incumplir la aplicación de las convenciones internacionales sobre apatridia y la aplicación de dichas convenciones en virtud del artículo 72 de la Constitución uruguaya, pues se trataría de principios de derecho constitucional.
Dado que Uruguay es un Estado miembro del Mercosur y un Estado asociado de la Comunidad Andina, todas las personas que sean titulares de un pasaporte uruguayo o una cédula de identidad uruguaya tienen derecho a circular, trabajar y vivir libremente sin necesidad de un visado en cualquier país de América del Sur, excepto Surinam y Guyana.  Sin embargo, para ciudadanos naturalizados (legales) adonde Uruguay aun usa país de nacimiento para definir la nacionalidad, no siempre se les acepta las cédulas y/o pasaportes en la región ya que la nacionalidad no corresponde a la del país emisor (Uruguay).
Asimismo, esta ley permitió que se dividiera a los ciudadanos uruguayos entre "ciudadanos naturales", que son nacionales, y "ciudadanos legales", que no son nacionales. Esta distinción entre ciudadanos fue implementada por la Dirección Nacional de Identificación Civil (DNIC) de Uruguay a partir de una declaración administrativa emitida en 2018.

### Cambios en los pasaportes de los ciudadanos legales
Desde 2015, cuando el Estado uruguayo comenzó a aplicar lo establecido en el convenio que firmó con la Organización de Aviación Civil Internacional, el pasaporte de los ciudadanos legales indica, en el campo nacionalidad, la nacionalidad que corresponde al país de nacimiento, pues el Manual de la DNIC establece que la "nacionalidad" es una característica humana innata y que no puede cambiarse ni modificarse. El Estado uruguayo definió la nacionalidad de esta manera basándose en una interpretación de la Constitución hecha por el jurista Justino Jiménez de Aréchaga a mediados del siglo XX. La interpretación de Jiménez de Aréchaga, que se encuentra en uno de los textos académicos interpretativos fundamentales de Uruguay, dice: "En primer lugar, la nacionalidad se nos presenta como un vínculo natural, derivado del nacimiento, de la sangre". Asimismo, este jurista creía que "la nacionalidad corresponde a una determinada realidad de tipo sociológico o psicológico". Hablando en nombre de los redactores de la Constitución de 1830, este jurista concluyó: "La cualidad de la nacionalidad depende, pues, de un hecho: el nacimiento en el territorio del Estado". Finalmente, "la nacionalidad es irrevocable".
Esta concepción local e insólita: Uruguay es la única nación del mundo que niega a los inmigrantes cualquier vía de naturalización, aplicada a los pasaportes de los ciudadanos legales uruguayos, ha creado confusión a nivel internacional y ha limitado el ejercicio del derecho a la libre circulación de los ciudadanos legales, pues sus viajes al exterior con frecuencia resultan difíciles o, a veces, imposibles de realizar. Muchas naciones no aceptan los pasaportes emitidos por una nación que declara al titular como nacional de otra nación. Esto a pesar de que Uruguay es un Estado miembro del Mercosur y un Estado asociado de la Comunidad Andina, por lo que todas las personas que sean titulares de un pasaporte uruguayo o una cédula de identidad uruguaya tienen derecho a circular, trabajar y vivir libremente sin necesidad de un visado en cualquier país de América del Sur, excepto Surinam y Guyana.  Incluso, algunos ciudadanos uruguayos pueden, como resultado de la aplicación de una ley nacional de una tercera nación y de esta interpretación uruguaya, quedar apátridas. 

### Anteproyectos de ley
El hecho de que existan dos categorías de ciudadanos en Uruguay ha llevado a que legisladores presenten dos propuestas de ley ante el parlamento para resolver algunos de los problemas que esta situación ha generado para los ciudadanos legales. La primera propuesta se llama ley de Consolidación de la Libertad de Circulación de los Ciudadanos Legales Uruguayos, y aborda ciertos problemas administrativos, como la incongruencia del pasaporte uruguayo con las normas internacionales, pero no aborda la interpretación de la Constitución que se identifica más arriba en las palabras de Jiménez de Aréchaga. La segunda propuesta, o ley alternativa, se denomina Derecho a la Ciudadanía en Igualdad. Aparte de los anteproyectos de ley presentados, grupos de ciudadanos se encuentran trabajando con parlamentarios y académicos para abordar la cuestión de la correcta interpretación del texto constitucional. También se ha reunido un gran número de recursos: material original y primario, sobre el tema que se ha puesto a disposición del público.

### Interpretación de la Constitución
Juristas de reconocido prestigio, como Alberto Pérez Pérez, sostienen que el texto de la Constitución no exige la denegación de la nacionalidad a los ciudadanos legales de Uruguay. Otra cuestión que se debate es si Uruguay puede incumplir la aplicación de las convenciones internacionales sobre apatridia y la aplicación de dichas convenciones en virtud del artículo 72 de la Constitución uruguaya, pues se trataría de principios de derecho constitucional. 
Recientemente, algunos estudiosos han sugerido una interpretación de la Constitución nacional según la cual los ciudadanos legales fueron y, por lo tanto, son nacionales de Uruguay. Además, tanto en los archivos de las organizaciones internacionales como en las bibliotecas históricas de Uruguay, los investigadores han encontrado pruebas de que los pasaportes uruguayos que se expedían antes de 1925 no hacían distinción alguna entre ciudadanos.

### Acciones más recientes
El 4 de diciembre de 2023, ciudadanos uruguayos solicitaron una audiencia temática ante la Comisión Interamericana de Derechos Humanos. El tema central de esta audiencia es la cuestión de la apatridia y la negación de la nacionalidad a los ciudadanos uruguayos legales. La audiencia fue concedida por la Comisión Interamericana de Derechos Humanos y se llevará a cabo el 1 de marzo de 2024, en Washington D. C., durante el 189º Período de Sesiones de la Comisión Interamericana de Derechos Humanos (CIDH), programado del 26 de febrero al 7 de marzo de 2024.
La asociación está buscando esta audiencia temática para discutir cómo Uruguay está cumpliendo con sus compromisos internacionales para erradicar la apatridia, tal como se refleja en su legislación nacional. Además, tiene como objetivo abordar preocupaciones de derechos humanos relacionadas con la negativa a otorgar la nacionalidad uruguaya a los ciudadanos naturalizados, conocidos en Uruguay como "ciudadanos legales".
Se presentaron dos detalladas presentaciones legales y un extenso anexo documental, destacando la urgente necesidad de una audiencia. La solicitud se centra en la Ley uruguaya Nº 19.682, que trata sobre la apatridia pero no otorga nacionalidad a aquellos considerados apátridas. Si la ley otorga nacionalidad, entonces la negativa de Uruguay a reconocer la nacionalidad uruguaya a todos los ciudadanos legales es contradictoria. Las deficiencias o contradicciones de la Ley Nº 19.682 plantean preguntas sobre las políticas de Uruguay respecto a la nacionalidad y ciudadanía, especialmente al considerar y clasificar a los ciudadanos legales, el estatus más alto alcanzable por individuos apátridas o inmigrantes, como no nacionales con derechos limitados en comparación con los nacionales.
La audiencia temática propuesta busca resolver estas inconsistencias, examinar la revocación arbitraria y la negación de la nacionalidad a los ciudadanos legales uruguayos, y presentar alternativas teóricas y enfoques legales constitucionales sobre la negación de la nacionalidad uruguaya a estos ciudadanos. El objetivo es también potencialmente evitar la necesidad de medidas cautelares o la presentación de una queja formal ante la Comisión Interamericana de Derechos Humanos. Esta discusión pretende clarificar posturas y permitir que la sociedad civil, el estado y actores internacionales encuentren una vía para avanzar, ya sea de forma colaborativa o mediante solicitudes adicionales a organizaciones internacionales. Todos los materiales están disponibles en línea en un sitio web especializado creado para la audiencia.
Finalmente, en junio de 2024, Paganini y Martinelli, ministros, confirmaron que se emitirán pasaportes corrigiendo los errores previos, haciendo que ponga la ciudadanía Legal, en vez del país de nacimiento.